# Février 1927

## Événements
- 3 février (Portugal) : insurrection républicaine à Porto et à Lisbonne contre le régime du général Antonio Carmona. La répression sanglante contraint l'opposition à l'exil.

- 4 février : à Pendine Sands, Malcolm Campbell établit un nouveau record de vitesse terrestre : 281,44 km/h.

- 10 février : congrès international des Noirs et Conférence anti-impérialiste à Bruxelles. Création de la Ligue contre l'impérialisme et l'oppression coloniale (Lamine Senghor, Tiemoko Garan Kouyaté et Camille Sainte-Rose).

- 17 février : accord franco-britannique sur les dettes de guerre.

- 22 février, Chine : comptant sur l'arrivée des troupes nationalistes qui viennent de s'emparer de la concession britannique de Hankou, les communistes lancent l'ordre d'insurrection qui échoue le 24 février face à la répression. Les troupes nationalistes s'emparent de Shanghai puis entrent dans Nankin le 22 mars où des Européens sont massacrés.

- 24 février : Raymond-Marie Rouleau devient archevêque de Québec. Il sera nommé cardinal à la fin de l'année.

## Naissances
- 2 février : Stan Getz, saxophoniste de jazz américain († 6 juin 1991).
- 3 février : Marcel Cavaillé, homme politique français († 14 février 2013).
- 6 avril : Gerry Mulligan, saxophoniste de jazz américain († 20 janvier 1996).
- 7 février : 
  - Juliette Gréco, chanteuse et comédienne française († 23 septembre 2020).
  - Michel Hausser, vibraphoniste et accordéoniste français de jazz († 26 janvier 2024).
  - Denise Mennet, dessinatrice et peintre vaudoise.
- 14 février : Roy Adzak, peintre, graveur, photographe et sculpteur britannique († 30 janvier 1987).
- 15 février : Carlo Maria Martini, cardinal italien, archevêque émérite de Milan († 31 août 2012).
- 17 février : Paul Lombard, avocat et écrivain français († 15 janvier 2017).
- 18 février : John Warner, homme politique américain et secrétaire à la Marine des États-Unis de 1972 à 1974 († 25 mai 2021).
- 20 février :
  - Ibrahim Ferrer, musicien Cubain († 6 août 2005).
  - Hubert de Givenchy, créateur de parfums, français († 10 mars 2018).
  - Sidney Poitier, acteur américain († 6 janvier 2022).
- 21 février : Paul Préboist, acteur français († 4 mars 1997).
- 24 février : Emmanuelle Riva, actrice française († 27 janvier 2017).

## Décès
- 9 février : Charles Doolittle Walcott, paléontologue américain.
- 10 février : James Kidd Flemming, premier ministre du Nouveau-Brunswick.
- 13 février : Christian Landenberger, peintre allemand (° 7 avril 1862).